# Wegeleben
Wegeleben é uma cidade da Alemanha, localizada no distrito de Harz, no estado de Saxônia-Anhalt. Ela se situa sobre o rio Bode, a leste de Halberstadt.